# SG Stern Deutschland
Die SG Stern Deutschland e. V. wurde 1986 als Dachorganisation der Sportgemeinschaften an den Standorten der Werke und Niederlassungen des damaligen Daimler-Benz-Konzerns (heute Mercedes-Benz Group und Daimler Truck) in Deutschland gegründet. 2009 erfolgte der Eintrag ins Vereinsregister. Mit 27.095 Mitgliedern (Stand: 1. Februar 2025) an 28 Standorten gehört sie zu den größten Sportvereinen Deutschlands. Sie ist darüber hinaus der größte Breitensportverein, der mit Standorten in ganz Deutschland vertreten ist.

## Vereinsorgane
Die Organe des Vereins sind laut Satzung der Vorstand gemäß BGB, der erweiterte Vorstand und die Delegiertenversammlung – letztere setzt sich aus Vertretern und Vertreterinnen der örtlichen Sportgemeinschaften zusammen. Für die einzelnen SG-Stern-Standorte werden zudem eigene Vorstandschaften gewählt, die unterschiedlich zusammengestellt sind.
Der aktuelle Vorstand nach BGB § 26 setzt sich zusammen aus Peggy Winter (Geschäftsführende Vorsitzende), Maria Wiescher (Vorstand Governance & Donations, stellv. geschäftsf. Vorsitzende), Lars Thiel (Vorstand Finanzen), Julian Wolfgarten (Vorstand Produktportfolio) und Boris Langer (Vorstand Compliance).

## Standorte
| Werks-Standorte |
| --- |
| - SG Stern Berlin e. V. - SG Stern Bremen - SG Stern Düsseldorf - SG Stern Gaggenau - SG Stern Hamburg - SG Stern Kassel - SG Stern Ludwigsfelde - SG Stern Mannheim - SG Stern Rastatt - SG Stern Sindelfingen - SG Stern Stuttgart - SG Stern Ulm/Neu-Ulm - SG Stern Wörth/Germersheim |

| Niederlassungs-Standorte |
| --- |
| - SG Stern LC Hannover - SG Stern NDL Augsburg - SG Stern NDL Bielefeld - SG Stern NDL Bremen - SG Stern NDL Dortmund - SG Stern NDL Duisburg - SG Stern NDL Düsseldorf - SG Stern NDL Hannover - SG Stern NDL Kassel/Göttingen - SG Stern NDL Kiel - SG Stern NDL Köln |

| Niederlassungs-Standorte |
| --- |
| - SG Stern NDL Magdeburg - SG Stern NDL Mainz - SG Stern NDL München - SG Stern NDL Nürnberg - SG Stern NDL Regensburg - SG Stern NDL Reutlingen - SG Stern NDL Rhein/Main - SG Stern NDL Rhein/Neckar - SG Stern NDL Saarland - SG Stern NDL Sachsen - SG Stern NDL Wuppertal |

## Sparten
Je nach Standort wird eine Auswahl aus folgenden Sparten angeboten:
| Aerobic       |
| Aktiv und fit |
| Angeln        |
| Badminton     |
| Basketball    |
| Bauchtanz     |
| Bogenschießen |
| Bowling       |
| Boxen         |
| Dart          |

| Drachenboot     |
| Eishockey       |
| E-Sports        |
| FCK Fans        |
| Fit Kids        |
| Fit und relaxed |
| Fitness         |
| Flag Football   |
| Flugsport       |
| Fotografie      |

| Fußball          |
| Gleitschirm      |
| Golf             |
| Gymnastik        |
| Handball         |
| Historia Mobilis |
| Inlinehockey     |
| Inline Skating   |
| Kanusport        |
| Kart             |

| Kegeln           |
| Kiten und Surfen |
| Klettern         |
| Kochen           |
| Laufen           |
| Leichtathletik   |
| Massage          |
| Modellsport      |
| Motorrad         |
| Motorsport       |

| Oldtimer           |
| Outdoor            |
| Pétanque           |
| Radsport           |
| Reiten             |
| Rudern             |
| Schach             |
| Schwimmen          |
| Segeln             |
| Selbstverteidigung |

| Shanty-Chor         |
| Skat                |
| Sport am Pragsattel |
| Sport Immendingen   |
| Sportschießen       |
| Squash              |
| Tabletop            |
| Taekwondo           |
| Tai Chi             |
| Tanzsport           |

| Tauchen     |
| Tennis      |
| Tischtennis |
| Triathlon   |
| Volleyball  |
| Walking     |
| Wandern     |
| Wassersport |
| Wintersport |
| Yoga        |